# Inu x Boku SS
Inu × Boku SS (妖狐×僕SS, Inu Boku Shīkuretto Sābisu), também conhecido como Youko x Boku, é um mangá japonês de comédia romântica escrito e ilustrado por Cocoa Fujiwara. Uma adaptação de anime pela Produção David começou a ser exibida a partir de 12 de janeiro de 2012. O anime foi licenciado pela Sentai Filmworks para streaming, e liberado como vídeo doméstico na América do Norte.

## História
A Maison de Ayakashi, mais conhecida como Ayakashikan, é um prédio de alta segurança onde os seres humanos com antepassados demônio ou youkai, residem, cada um guardado por sua própria guarda pessoal do Serviço Secreto. A garota youkai chamada Ririchiyo Shirakiin se muda para o Ayakashikan esperando por alguma paz e sossego. Em vez disso, ela tem que conviver com o agente do Serviço Secreto, Soushi Miketsukami. Sem ela saber, a mesma começa a se apaixonar por Miketsukami que faz de tudo para protegê la.

## Personagens
- Ririchiyo Shirakiin

Uma menina da escola meio humana, meio demônio de alta classe social que foi transferida para o Quarto 4 da Mansão Ayakashi, a fim de viver sozinha. Ela anseia por ser independente e constantemente se preocupa com o fato de não ser capaz de comunicar com outras pessoas de forma adequada, uma de suas razões para se mudar. Seu agente da SS e servo é Soushi, um espírito de raposa. Ela o ajudou há muito tempo, apesar de não se lembrar, e mais tarde ela acaba nutrindo sentimentos por ele.
- Soushi Miketsukami

O Agente de SS e servo atribuído a Ririchiyo, Soushi é a reencarnação da Raposa de Nove Caudas. Ririchiyo o ajudou quando era pequena. Muito calmo, educado e gentil com as pessoas, ele tem um fraco por sua protegida, obedecendo cegamente a ela e protegendo-a com sua vida, se a situação exigir. Uma característica notável é a sua heterocromia: seu olho direito é azul, enquanto o outro é uma espécie de dourado, e além disso tem uma certa "queda" - pode-se dizer - por Ririchiyo...
- Renshou Sorinozuka

Um demônio Ittan momentaneamente com várias tatuagens em sua pele bronzeada, ele é o inquilino do quarto 3. Ele desenvolve uma relação irmão-irmã com Ririchiyo, também ganhando a confiança de Soushi no processo. Sua agente SS é Nobara. Sorinozuka tem uma personalidade preguiçosa.
- Nobara Yukinokouji

A Agente de SS atribuído a Renshou. Nobara é uma Yuki-Onna cuja forma humana é uma jovem mulher de óculos. Ela gosta de meninas e moda; tanto que, em seu tempo livre, ela olha para revistas adultas e compartilha-as com Renshou, insinuando que ela é lésbica. Nobara afirma que é atraída por Ririchiyo Shirakiin de uma forma sexual.
- Kagerou Shoukiin

Inquilino do quarto 2, apesar de quase nunca aparecer na mansão, é o antigo mestre Soushi e noivo de Ririchiyo. Shoukin é excêntrico e narcisista, chamando os outros inquilinos "porcos" ou "animais". Seu agente SS é Karuta. Ele classifica as pessoas e também quaisquer objetos em duas categorias diferentes, "sádico" ou "masoquista". Ele e Ririchyio trocavam cartas quando eram mais jovens, no entanto, por algum motivo, ele misteriosamente parou de respondê-la com o tempo.
- Karuta Roromiya

O Agente de SS atribuído a Shoukin, um Gashadokuro (grande esqueleto feito de osso de pessoas mortas de fome), cuja forma humana é uma garota de cabelos rosa. Embora ela pareça ser "desligada do mundo" a maior parte do tempo, ela é realmente muito inteligente e observadora, e (por alguma razão) gosta de comer o tempo todo. Karuta mostra sentimentos por Watanuki e por todos os seres vivos.
- Banri Watanuki

Inquilino da sala 1, Banri é um mestiço de demônio Tanuki, sua forma é um bichinho frágil semelhante à um guachinim. com um traço impulsivo e é muito sincero. Marcando-se como um "delinquente", ele considera Soushi seu rival, porque ele chamou de bonitinho, causando ressentimento à Watanuki. Seu agente SS é Zange. É apaixonado por Karuta Roromiya desde à infância, e treina diariamente para ficar forte o bastante para protegê-la, apesar de ela ser forte o bastante para não precisar de proteção. Odeia profundamente e tem medo do mestre de Karuta, Kagerou, porque foi intimidado por ele quando criança e pelo modo como ele trata Karuta, chegando à vesti-la de empregada e colocando uma coleira em seu pescoço.
- Zange Natsume

O agente SS atribuído a Banri, Zange é um meio-humano, meio demônio, usa orelhas de coelho pretas na cabeça. Ele afirma ser capaz de "ver" através das coisas e dos sentimentos por causa de sua herança demoníaca. Ele é uma pessoa muito alegre. Ele é amigo de infância de Soushi e gosta muito dele, chamando-lhe "Sou-tan" por causa disso, mas também apelida todos com o sufixo "tan". Também é amigo de Kagerou. Zange é intrometido, e apesar de ser agente de Watanuki, não é de grande ajuda para sua proteção. Seu lema é "todos devem se dar bem", mas ele mostra um lado sinistro mais à frente do anime.

## Mídia

### Mangá
O mangá começou a ser serializado pela revista Gangan Joker em 2009.

### Anime

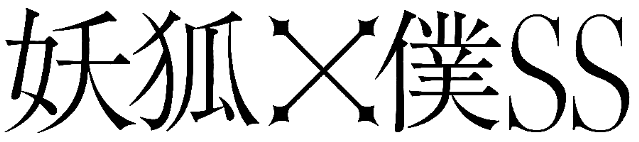
Logotipo do anime

Uma adaptação do mangá para anime foi anunciada no ínicio de 2012 pela David Production e começou a ser exibida no Japão em 12 de janeiro no Crunchyroll. A série foi licenciada na América do Norte por Sentai Filmworks.

#### Episódios
01 "The Dog and I"
"Inu to Boku" (いぬ と ぼく) 12 janeiro, 2012
Ririchiyo Shirakiin, uma menina de uma família rica, move-se na Maison de alta segurança de complexo de apartamentos Ayakashi, onde ela se encontra atribuído a um agente do Serviço Secreto chamado Soushi Miketsukami. Ririchiyo está relutante em ter Soushi como seu serviço secreto, nomeadamente no que ela não se sente como vale a pena proteger o seu agregado familiar tem tomado muito do seu ser. Uma noite, uma quebra de assaltante no complexo para tentar roubar Ririchiyo, apenas para aprender que Soushi, juntamente com os outros agentes do Serviço Secreto em complexo, tem o poder de canalizar os espíritos dos monstros. Tendo sido protegido de um tiro por ele, Ririchiyo aceita Soushi como seu guarda-costas.
02 "The Lonely Dog"
"Samishigariya no Inu" (淋し がり 屋 の 犬) 19 de janeiro de 2012
Ririchiyo é fazer compras e objetivo Sorinozuka é mantê-la fora do complexo até 6. Após seu retorno, Karuta está faltando, como eles saíram para encontrá-la e Ririchiyo é forçado a mostrar seu lado youkai.
03 "The Real Contract"
"Honto no Keiyaku" (ほんと の 契約) 26 de janeiro de 2012
Depois de lidar com o estresse de fazer uma boa impressão em sua nova escola, Ririchiyo avisos Soushi recusar um admirador. Depois de interrogá-lo sobre isso, suas emoções obter o melhor dela e desta vez, o contrato foi rescindido.
04 "Ayakashi Kan Walk Rally"
"Ayakashi-kan Wōkurarī" (妖館 ウォーク ラリー) 02 de fevereiro de 2012
Um ex-residente do complexo, Watanuki voltou do treinamento com seu SS, Natsume. Watanuki, Natsume, e Souishi se conhecem desde a infância, e dicas de Natsume que ele sabe segredos sobre o passado do Souishi.
05 "Kagerō (Dragonfly) of the Spring"
"Haru no Kagero" (春 の 蜻蛉) 09 de fevereiro de 2012
Ririchiyo vem recebendo mensagens de texto perturbadoras de um número de bloco. Embora ela encolhe-las, as mensagens estão se tornando mais freqüentes e threating. Ririchiyo, enquanto está a ser usado para stalkers, pode não ter tanta sorte quanto este perseguidor sabe seu segredo.
06 "Don't Think"
"Kangaeru yori mo" (考える より も) 16 de fevereiro de 2012
Roromiya gasta muito de seu tempo em seu próprio mundo. Watanuki acredita que as pessoas não entendem a ela. E Ririchiyo quer chegar mais perto dela, mas não sabe como.
07 "The Couple's Night"
"Futari no Yoru" (ふたり の よる) 23 de fevereiro de 2012
Um fantasma invadiu a mansão e as medidas de segurança foram activados. Nobara, Sorinozuka, e Chino estão bloqueados no refeitório, Watanuki e Natsume no corredor, enquanto Ririchiyo e Miketsukami está trancado em seu quarto. Este é o momento perfeito para Ririchiyo para expressar seus sentimentos, mas ela ainda não consegue articular as palavras.
08 "Tea and Distance"
"Kocha to no kyori" (紅茶 と の 距離) 01 de marco de 2012
Ririchiyo quer o tipo de amizade a parte de outros com seu Agente de SS. Mas sua incapacidade de falar seus verdadeiros sentimentos e Miketsukami apenas capaz de falar em uma questão formal, não ajuda. Ela desesperadamente se cansa de encontrar formas de quebrar a barreira entre eles como patrão / empregado.
09 "The Day of the Promise"
"Yakusoku no hi" (約束 の 日) 8 mar 2012
Uma série de comandos apareceram na mansão causando uma grande agitação. Mas isso não significa nada para Ririchiyo como ela se preocupa com seu próximo chá com Miketsukami. Ela constantemente perguntar-lhe auto sobre o que eles vão falar, que tipo de chá que bebem, e se ela será capaz de ser fiel a seus sentimentos.
10" "The Unfaithful Dog"
"Unmei no on'nainu" (運命 の 女 犬) 15 de março de 2012
Seu noivo a leva por toda a cidade e ela perde o seu chá com Miketsukami. Ela descobriu que ele está escondendo segredos de seu passado.